# Sagamore Stévenin

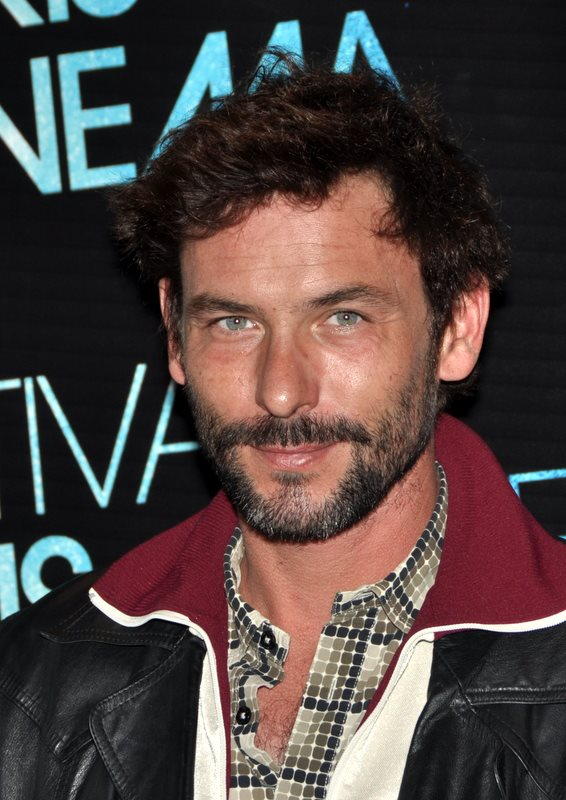
Sagamore Stévenin (2012).

Sagamore Stévenin (* 9. Juni 1974 in Paris) ist ein französischer Schauspieler. Im Vor- und Abspann einiger Filme wird er auch als Thomas Stévenin bezeichnet.

## Leben
Sein Vater ist der Schauspieler Jean-François Stévenin. Ebenfalls schauspielerisch tätig sind sein Bruder Robinson Stévenin und seine Schwester Salomé Stévenin. Sagamore Stévenin begann seine Karriere bereits in den frühen 1980er Jahren als Kinderdarsteller. Seither wirkte er in etwa 50 französischen Kino- und Fernsehfilmen mit.
International bekannt wurde er 1999 in der männlichen Hauptrolle des Films Romance XXX von Regisseurin Catherine Breillat. Dieser Film erregte wegen seiner sexuellen Darstellungen großes Aufsehen und entfachte eine öffentliche Diskussion über die Grenze zwischen erotischer Kunst und Pornographie. Unter anderem übt seine Filmpartnerin Caroline Ducey in zwei verschiedenen Szenen des Films mit Stévenin Fellatio aus – nicht bloß angedeutet, sondern explizit und „wirklich“ vor der Kamera. 
Außer Romance XXX waren nur wenige Filme mit Stévenin im deutschsprachigen Raum zu sehen. Dazu gehörte der Spielfilm Cocu magnifique (1999) unter den deutschen Titel Du gehörst mir, bei dem unter anderem Hardy Krüger jr. mitwirkte. Im französischen Spielfilm Michel Vaillant spielte Stévenin die Hauptrolle. Der Film basiert auf den Michel-Vaillant-Comics des Belgiers Jean Graton und ist in Deutschland lediglich auf DVD erschienen. Inzwischen wurde er im deutschen Fernsehen unter dem Titel Michel Vaillant – Jeder Sieg hat seinen Preis gesendet. Im Januar 2005 strahlte der deutsch-französische Fernsehkanal ARTE den Fernsehfilm La Bête du Gévaudan (2003) unter dem deutschen Titel Die Bestie der alten Berge aus. In diesem Film, in dem es um die historische Begebenheit der „Bestie des Gévaudan“ geht, trat Sagamore Stévenin erstmals zusammen mit seinem Vater Jean-François Stévenin vor der Kamera auf. Von 2013 bis 2016 spielte er die Hauptrolle als Alexandre Falco in der gleichnamigen französischen Fernsehserie Falco.
Neben Film- und Fernsehauftritten ist er auch als Theaterschauspieler tätig. Von Februar bis Mai 2006 stand Sagamore Stévenin als Darsteller in dem Theaterstück Orange mécanique, der französischen Bühnenfassung des Romans Uhrwerk Orange von Anthony Burgess, in Paris auf der Theaterbühne.

## Filmografie (Auswahl)
- 1991: Der Joker und der Jackpot (La totale!)
- 1999: Romance XXX (Romance)
- 2003: Michel Vaillant
- 2003: Die Bestie der alten Berge (La bête du Gévaudan, Fernsehfilm)
- 2006: Tödliche Diamanten (Un printemps à Paris)
- 2008: Coco Chanel (Fernsehfilm)
- 2013–2016: Falco (Fernsehserie, 26 Folgen)
- 2016: Innocente (Fernsehserie, 6 Folgen)
- seit 2021: Luther (Fernsehserie)
- 2024: The New Look (Fernsehserie)